# Gekkan Shōnen Sunday
Gekkan Shōnen Sunday (jap. 月刊少年サンデー Gekkan Shōnen Sandē), znany również jako Gessan (jap. ゲッサン) (zbitka słów „Gekkan” i „Sandē” z pełnego japońskiego tytułu) – japoński miesięcznik z mangami shōnen, wydawany od 12 maja 2009 nakładem wydawnictwa Shōgakukan. Magazyn został zapowiedziany w lutym 2009, a Hayashi Masato, ówczesny redaktor Shūkan Shōnen Sunday, również odpowiadał za jego redakcję. Do mangaków, którzy zadebiutowali w czasopiśmie nowymi seriami lub opowiadaniami należą Yellow Tanabe, Mitsuru Adachi i Kiyohiko Azuma.

## Wybrane serie
- Aoi Honō (Kazuhiko Shimamoto)[5]
- Asagiro: Asagi Ōkami (Minoru Hiramatsu)[5]
- Asoko de hataraku Musubu-san (Taishi Mori)[6]
- Azumanga Daioh: Hoshūhen (Kiyohiko Azuma)[7]
- Dai Dark (Q Hayashida)[8]
- Dai-13 hokenshitsu (Takao Aoyagi)[9]
- Dorohedoro (Q Hayashida)
- Fudatsuki no Kyōko-chan (Sōichirō Yamamoto)[10]
- Giji Harem (Yū Saitō)[11]
- Hitori bocchi no chikyū shinryaku (Maiko Ogawa)[12]
- Hōkago saikoro Club (Hirō Nakamichi)[13]
- Idol Ace (Mitsuru Adachi)
- Koko ga uwasa no El-Palacio (Takao Aoyagi)
- Koi ni koisuru Yukari-chan (Yūma Suzu)
- Kore kaite shine (Minoru Toyoda)[14]
- Kongōji-san wa mendōkusai (Minoru Toyoda)[15]
- Koroshiya S no yuragi (Erika Funamoto)[11]
- Kujima utaeba ie hororo (Akira Konno)[16]
- Kunoichi Tsubaki no mune no uchi (Sōichirō Yamamoto)[17]
- Les Misérables (Victor Hugo, Takahiro Arai)[18]
- Matinee to Soiree (Megumi Osuga)[19]
- Misoshiru de kanpai! (Sai Sasano)[20]
- Mix (Mitsuru Adachi)[21]
- Nobunaga Concerto (Ayumi Ishii)[5]
- Q and A (Mitsuru Adachi)[5]
- Re:Creators One More! (Yūki Kumagai)
- Renjō Desperado (Ahndongshik)[22]
- Sensei wa koi o oshie rarenai (Motomi Minamoto)[23]
- Shinobi no kuni (Ryō Wada i Mutsumi Banno)[5]
- Teasing Master Takagi-san (Sōichirō Yamamoto)[24]
- Tetsugaku Letra (Mizu Sahara)[25]
- The!! Beach Stars (Masahiro Morio)[5]
- The Idolmaster Million Live! (Yuki Monji, Bandai Namco Entertainment)
- Toaru hikūshi e no tsuioku (Koroku Inumura i Maiko Ogawa)